# Cormontibo
Cormotibo (Cormontibo, Kormotibo) est un village de l'ouest de la Guyane française, proche de la frontière avec le Suriname, il est habité par des Alukus. Le village a été fondé par Hervé Tolinga, le fils du Granman.
En 1943, le village est décrit comme étant en déclin. En 2020, le village existe toujours près de Papaichton.